# NGC 2530
NGC 2530 est une galaxie spirale barrée située dans la constellation du Cancer. NGC 2530 a été découverte par l'astronome germano-britannique William Herschel en 1789.

## Caractéristiques
Sa vitesse par rapport au fond diffus cosmologique est de 5 258 ± 16 km/s, ce qui correspond à une distance de Hubble de 77,6 ± 5,4 Mpc (∼253 millions d'al).
La classe de luminosité de NGC 2530 est IV et elle présente une large raie HI.
Note: une recherche de NGC 2529 et de NGC 2531 sur Wikisky montre NGC 2530 dont l'étiquette est NGC 2529. NGC 2529 et NGC 2531 sont en réalité deux objets inexistants.